# 承德避暑山庄及其周围寺庙
40°59′37″N 117°55′46″E / 40.99361°N 117.92944°E
承德避暑山庄及其周围寺庙（穆麟德轉寫：Halhūn be jailara gurung）是被联合国教科文组织评定为世界遗产时使用的登录名称（The Mountain Resort and its Outlying Temples, Chengde）。其中的避暑山庄又称“热河行宫”，是中国清朝的夏宮及现存最大的皇家园林，位于中国河北省承德市双桥区。

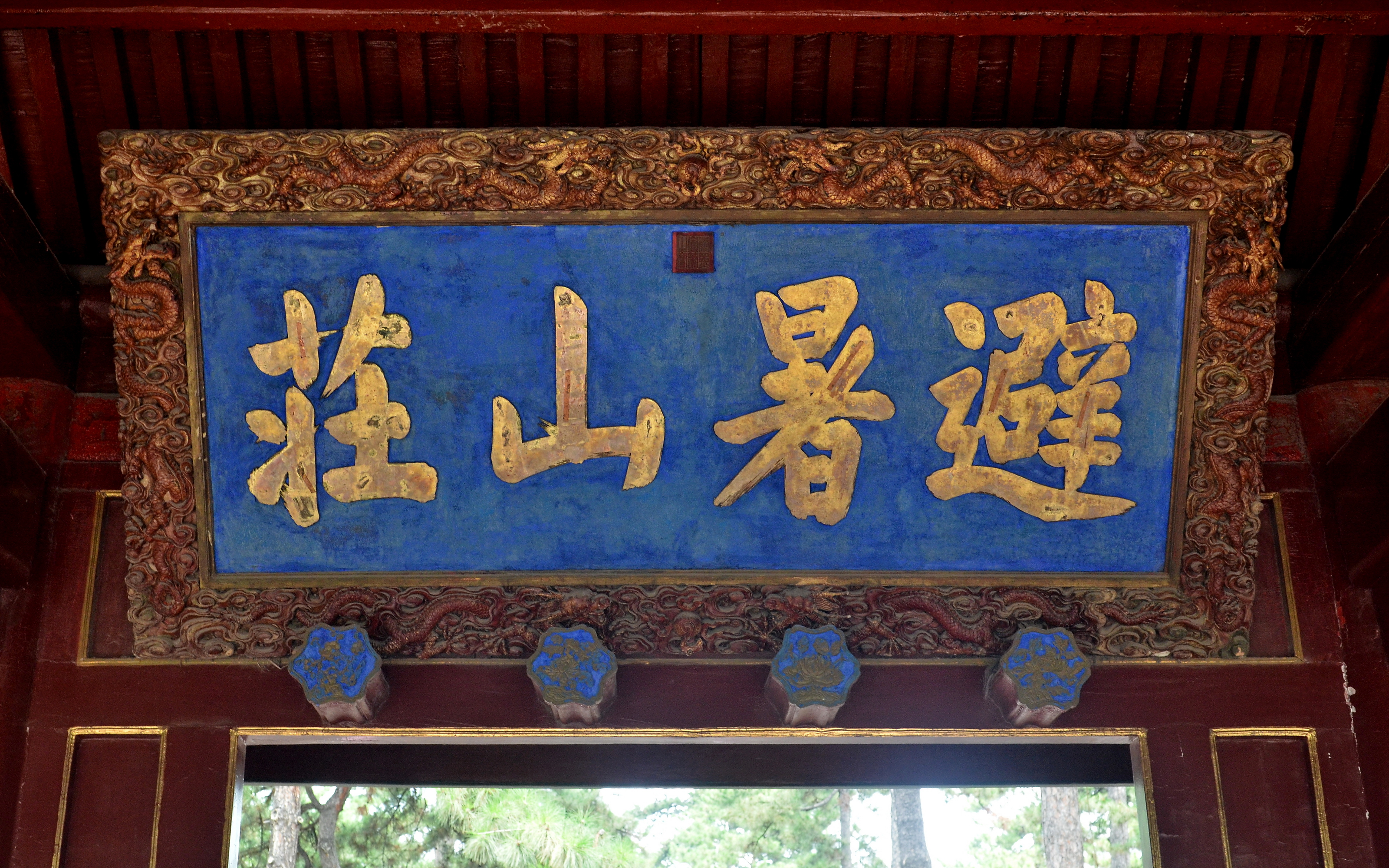
山庄内午门上康熙御笔御印避暑山庄龙匾，其中的「避」字多一劃，後世認為是康熙寫錯了字。

避暑山庄包括清代皇室的夏季行宫以及依照西藏、蒙古、新疆的藏傳佛教寺庙形式修建的寺庙，位于承德市中心区以北。避暑山庄从清康熙四十二年（1703年）开始建造，至康熙四十七年（1708年）已初具规模。康熙五十年（1711年），康熙帝赐名为“避暑山庄”，并题写其匾額。历经康、雍、三代，费时89年（1703年到1792年）才基本完工，并在山庄外周边修建了包括“外八庙”在内的许多寺庙。
清朝前期许多重要的政治、军事、民族和外交等国家大事，都在这里处理。清朝皇帝夏季到避暑山庄避暑时，通常是每年农历四、五月份来，九、十月份返回北京。因此，避暑山庄就成了北京以外第二个政治中心，连同周围寺庙又是接见边疆少数民族政教首领、处理民族关系和外国使节的地方，对安抚和团结中国边疆少数民族、巩固国家统一起到了重要作用。避暑山庄与周围寺庙构成了紧密关联的有机整体，风格迥异，山庄内朴素淡雅，周围寺庙金碧辉煌。正是由于存在众多历史和文化遗产，使承德避暑山庄及其周围寺庙成为全国重点文物保护单位、首批二十四个历史文化名城之一和四十四个名胜风景区之一，中国十大风景名胜、首批国家5A级旅游景区之一。1994年，承德避暑山庄及其周围寺庙根据联合国教科文组织的世界遗产遴选标准C（II）（IV）被列入世界遗产名录。

## 历史

1875-1890年避暑山庄地图

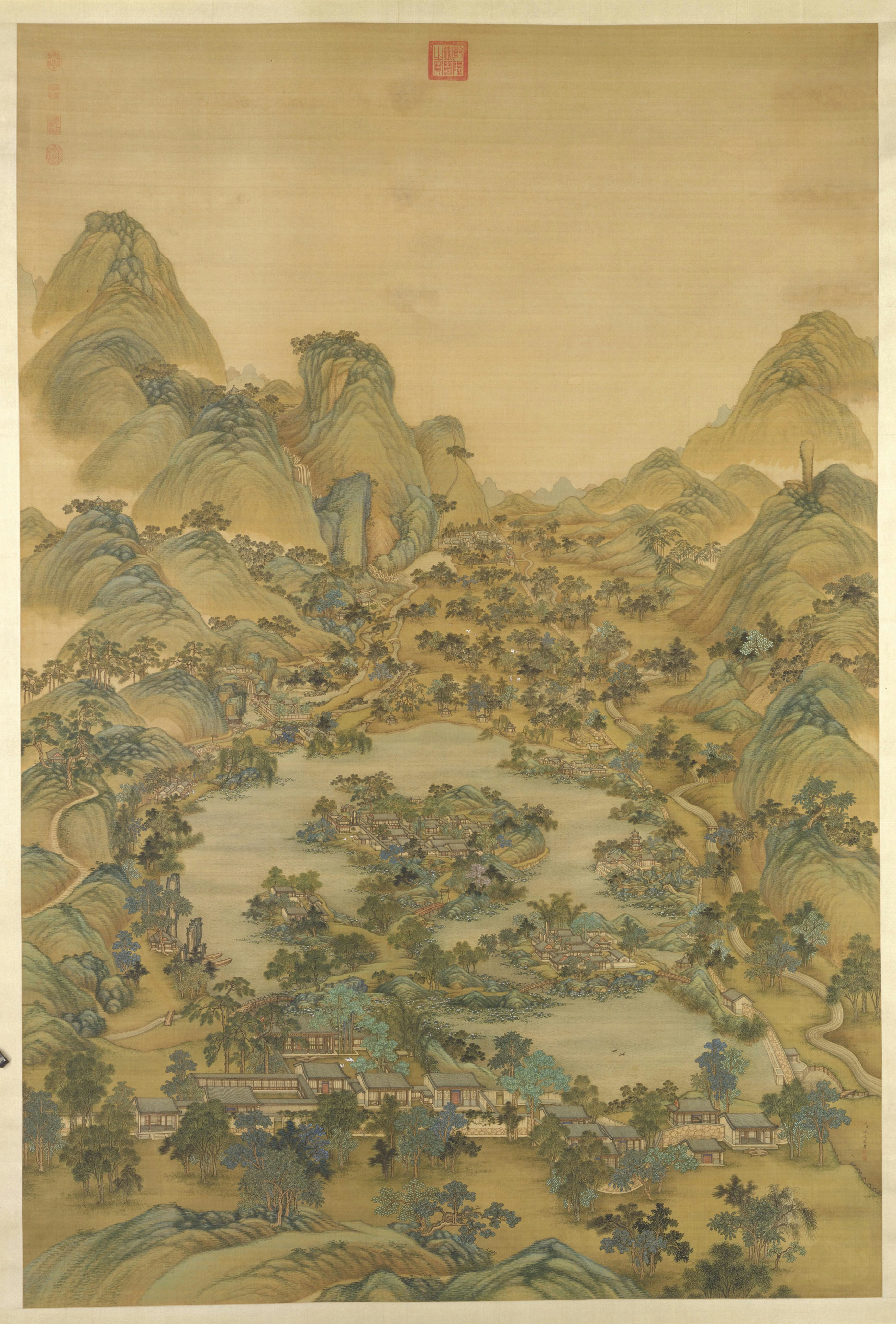
清朝画家冷枚所绘避暑山庄图

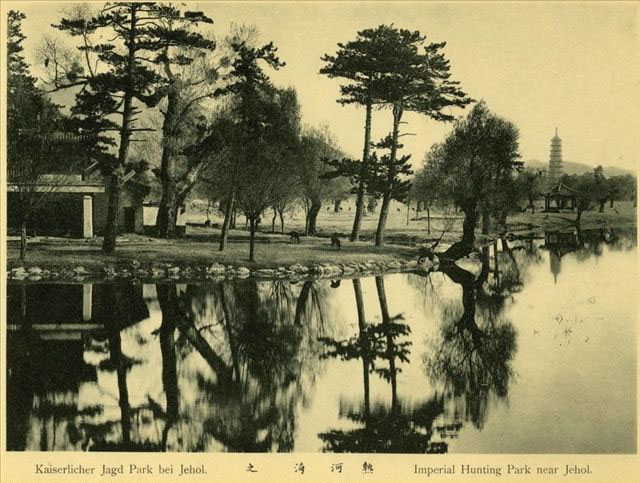
1900年的避暑山庄

清人入关后，皇帝夏季不愿居住在炎热的北京紫禁城中，因此选择林泉茂盛的空旷之地居住，如北京西苑和南苑。康熙帝即位后，又在北京西郊修建了畅春园和澄心园。为了巩固与蒙古各部落的政治联盟，康熙皇帝还经常北巡至塞外，同蒙古各部王公举行巡幸、木兰秋狝、年班、围班、朝觐等仪式。康熙十六年（1677年）康熙帝首次北巡，当年在古北口外建设了喀喇河屯行宫，在此召见漠南蒙古各部王公首领。康熙二十二年（1681年）夏，康熙帝与祖母昭圣太皇太后首次至兴安（即日后木兰围场所在）避暑。
康熙帝的北巡路线一般是出古北口，经滦河至内蒙古。由于皇帝仪仗车马繁多，一天最多只能走40里（20公里），沿路人烟稀少，所以在沿路每隔40里修造一座小行宫，80里一座较大的行宫，以为驻跸之所。在北京至木兰围场沿途相继修建了石曹、怀柔、密云、古北口、巴克什营、两间房、钓鱼台、中关、汤山、波罗河屯、济尔哈朗图等一系列行宫。
由于当时蒙古王公因担心天花的威胁，很少前往北京朝觐皇帝，康熙帝认为喀喇河屯行宫起居不便，限制了对蒙古“怀柔”政策的实施，而该行宫所在的滦河地区“土肥水甘、泉清峰秀”，决定在喀喇河屯行宫附近另外择地修造一座更大的避暑行宫。康熙四十年（1701年）康熙帝出喜峰口赴木兰围场行围，回京途中在喀喇河屯行宫附近的武烈河河谷发现一处风景“蔚然深秀”且“旧无人居墓庐”的地区，决定在此建立新的行宫（也是皇帝接見屬國使臣的地方）。
避暑山庄历经康熙、雍正、乾隆三朝，才算基本完工，并在宫外周围修建了寺庙。避暑山庄成为清朝皇帝的夏宫，避暑山庄建成后，由于皇帝几乎每年夏天都要来此一段时间，随行大批官员、官兵、侍卫驻扎在宫外，有的携带家属，宫外逐渐形成集市，酒楼、旅店、妓院、赌场随之开设，逐渐形成一个城市。雍正元年（1723年）设热河厅，雍正十一年（1733年）设承德州（取“承受先祖德泽”之义），乾隆四十三年（1778年）改承德府。
清朝时期许多重大事件都发生在避暑山庄。传说乾隆帝出生于避暑山庄外的狮子园，嘉慶帝遺詔曾記載乾隆生於此。嘉慶帝、咸丰帝兩位皇帝去世于此；且在咸丰帝移靈回北京，誘發慈安太后、慈禧太后联合恭親王奕訢途中發動辛酉政變，逮捕肅順等八个顾命大臣。
至道光朝時，由于国势转衰，不得不宣布“秋狝礼废”，不再巡行塞外，并将避暑山庄文物集中于正宫，陆续撤运回北京。此后避暑山庄空锁了近40年，建筑物多有坍塌毁坏。1860年（咸豐十年）第二次鸦片战争中，咸丰帝曾至避暑山庄避难，同治帝即位后再次下令停止修葺避暑山庄和周围寺庙，任其塌废。
1912年中华民国成立后，避暑山庄成为热河省政府驻地，先后为热河都统熊希龄、王怀庆等人占据。1933年日本军队占领热河省，将其并入满洲国，将山庄内残存的13万件文物和铜制建筑“珠源寺宗镜阁”运走，下落不明。中华民国时期因保护不力，避暑山庄内的残存建筑破坏严重，梨花伴月、狮子林、东宫等建筑被毁。
1949年之后，中华人民共和国政府对避暑山庄进行了必要的修理和保护，不久之后山庄再度成为热河省人民政府、承德军分区驻地。1961年3月4日，避暑山庄以及部分周围寺庙分别被列入第一批全国重点文物保护单位。1976年开始了“避暑山庄和外八庙整修工程十年规划”，对山庄建筑进行修复，并于1986年开始了第二期整修十年规划。从1976年到2006年先后实施了三期整修十年规划。
1994年，“避暑山庄及其周围寺庙”被联合国教科文组织列为世界遗产。
2003年7月18日，《承德避暑山庄及周围寺庙保护管理条例》经河北省第十届人民代表大会常务委员会第四次会议通过并公布，自2003年8月20日起施行。

## 意义
避暑山庄继承中国古典园林传统造园思想，借助于自然地势，融合南北造园艺术。避暑山庄及周围寺庙形成密切相关的整体，是清代皇帝处理民族关系的重要举措。是中国古代帝王宫苑与皇家寺庙完美融合的典型范例。避暑山庄及周围庙宇无论是从建筑学、造园艺术还是政治、经济上都有广泛的意义，这也是使得其成为世界遗产之一的重要因素。
世界遗产委员会评价：它是由众多的宫殿以及其它处理政务、举行仪式的建筑构成的一个庞大的建筑群。建筑风格各异的庙宇和皇家园林同周围的湖泊、牧场和森林巧妙地融为一体。避暑山庄不仅具有极高的美学研究价值，而且还保留着中国帝制社会发展末期的罕见的历史遗迹。

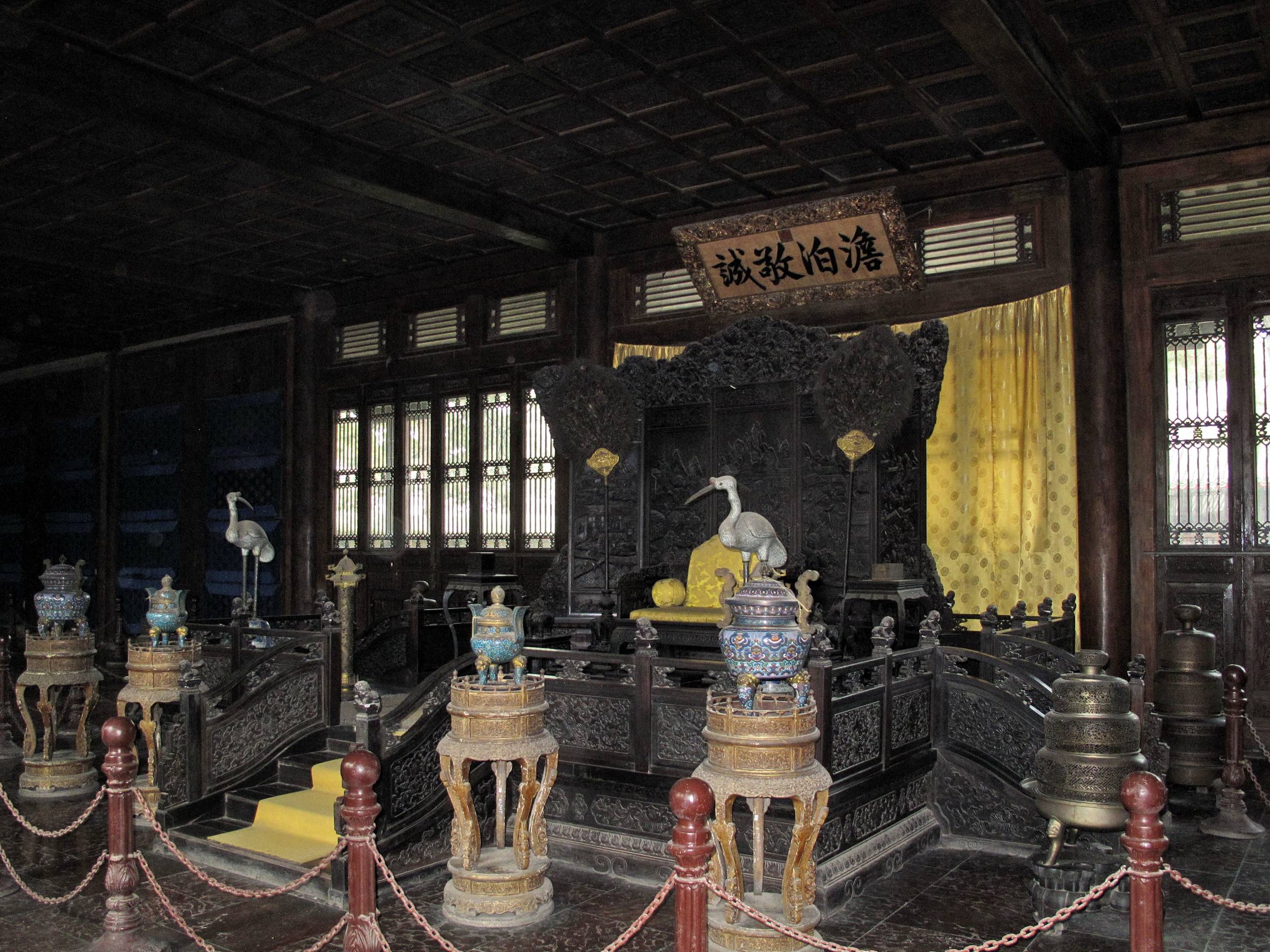
避暑山庄正宫"澹泊敬诚"殿

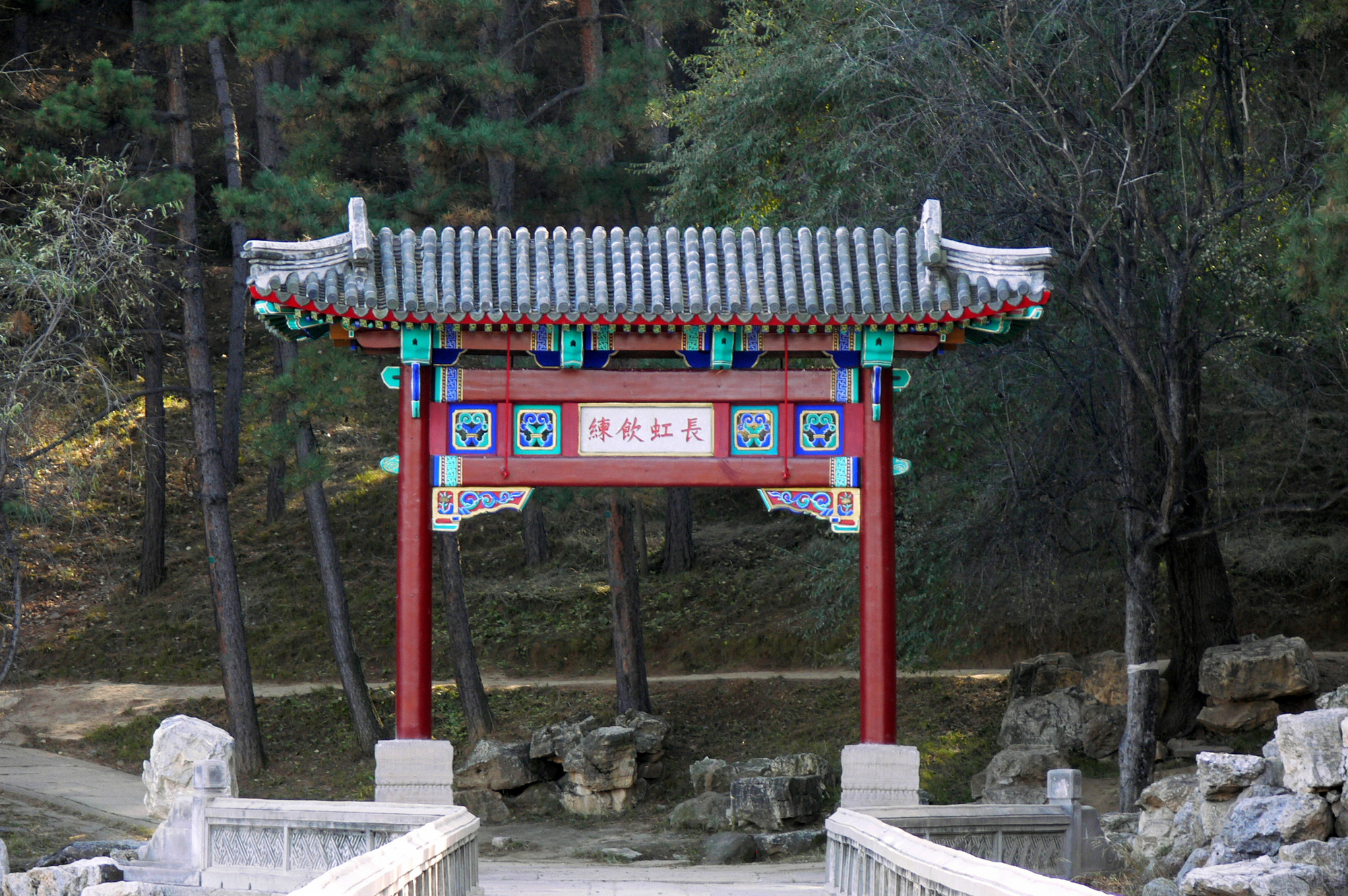
康熙三十六景之长虹饮练

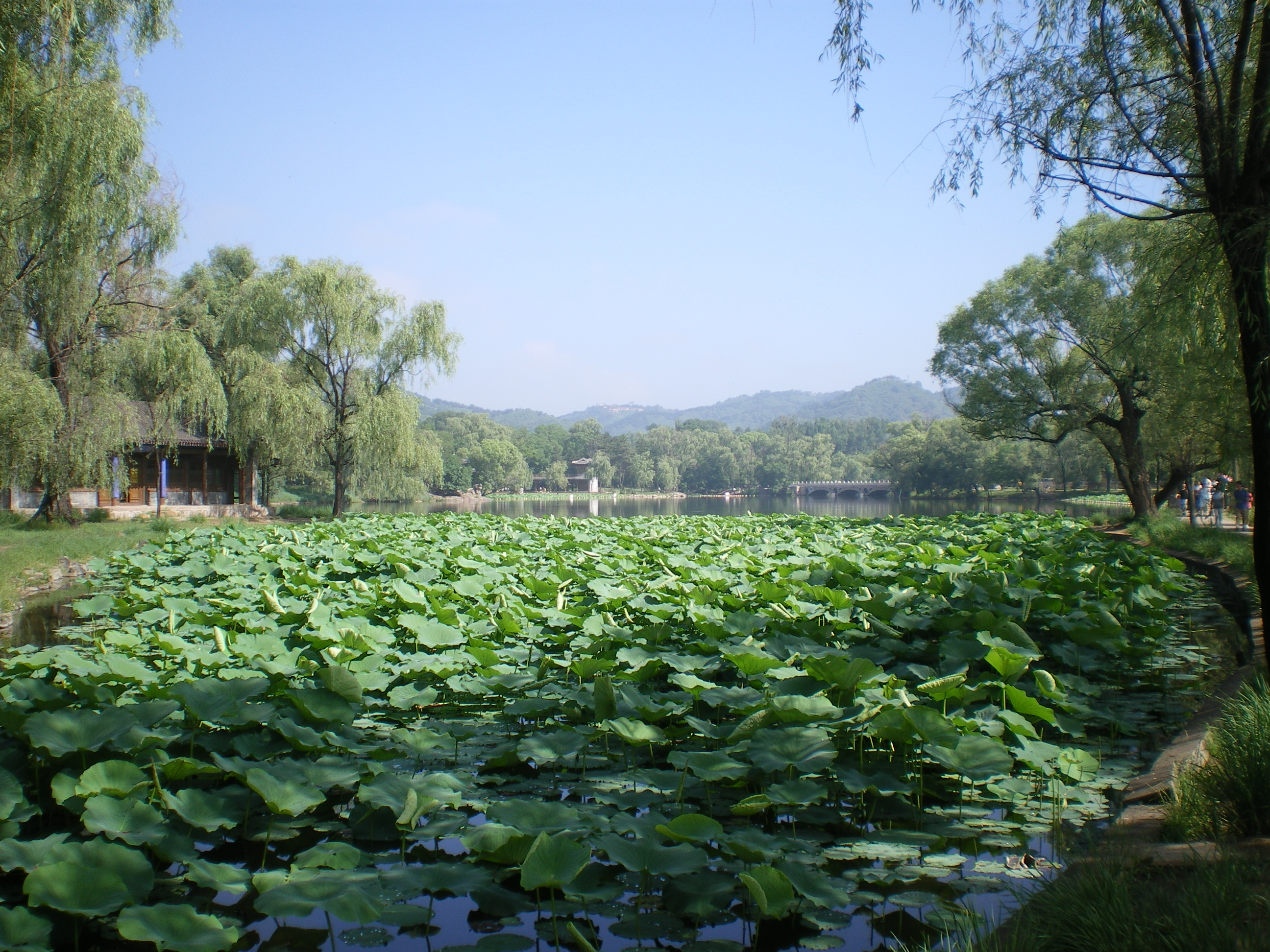
湖洲区

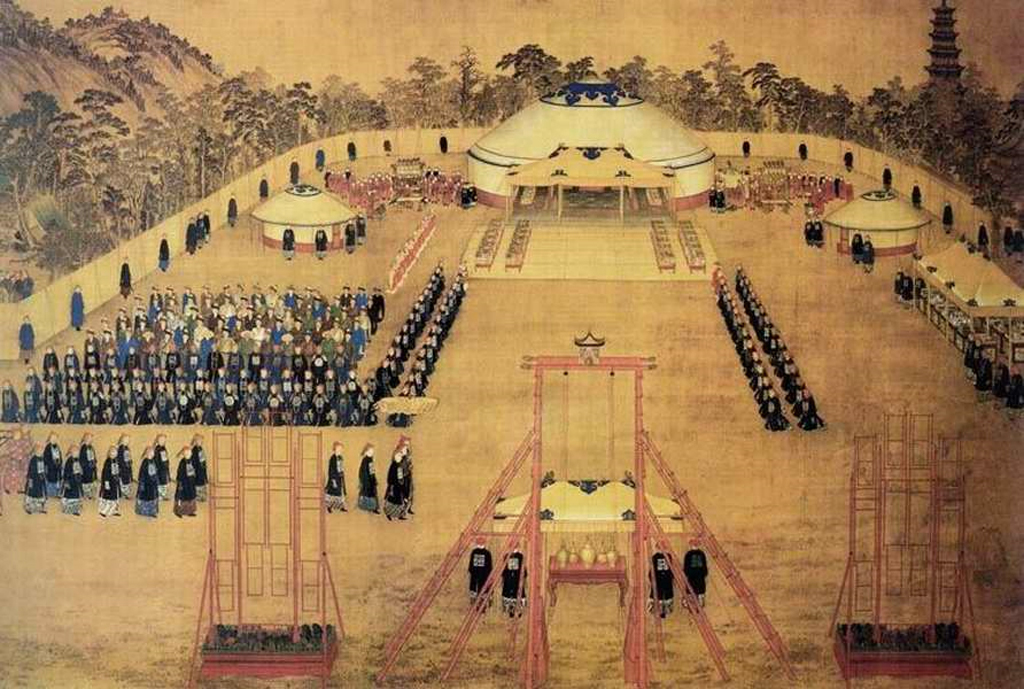
郎世宁、王致诚等作《万树园赐宴图》，描绘乾隆帝于避暑山庄万树园宴请杜尔伯特部首领的场面。故宫博物院藏

## 避暑山庄
避暑山庄又称“热河行宫”，当地人称“离宫”，是清代前、中期皇帝夏季避暑和处理政务的场所。位于中国河北省承德市中心北部，武烈河西岸一带狭长的谷地上，总面积564万平方米，由众多的宫殿、楼阁、亭榭以及其它处理政务、举行仪式的建筑构成的一个庞大的建筑群，总建筑面积10万多平方米，共有建筑120余组，山庄周边宫墙高3米，长10公里，形似长城故人称“小长城”。避暑山庄主要分宫殿区和苑景区两部分，苑景又分为湖泊区、平原区和山峦区，利用了原有的自然山水，吸收江南、塞北之风光，不以皇家建筑辉煌取胜，而是以表现天然山水见胜的宫苑。是中国现存面积最大的皇家园林。避暑山庄东南多水，西北多山，有草原风光，也有森林景象，所以亦有人认为是取清朝疆域自然地貌的缩影。
避暑山庄不仅具有比较高的美学研究价值，同时还保留着中国君主專制社会发展末期的罕见的历史遗迹。

### “三十六景”
康熙帝和乾隆帝先后拟定了避暑山庄“三十六景”命名名并题诗，并称为避暑山庄七十二景。康熙所题康熙三十六景之名均为四字，乾隆所题乾隆三十六景之名均为三字，这是区分康熙三十六景和乾隆三十六景的最明显标志。

### 宮殿區
宫殿区位于避暑山庄南部，是清朝皇帝处理朝政、举行典礼和寝居之所。包括正宫、松鹤斋、万壑松风和东宫等四组主要建筑组成，其中，位于宫殿区东面的东宫毁于战火。
- 丽正门是避暑山庄正门，也是进入宫殿区正殿的第一道门。建于清乾隆十九年（1754年）。门上方有乾隆帝御题“丽正门”，用汉、满、蒙、藏、维五种文字刻成。列为避暑山庄“乾隆三十六景”第一景。“丽正”取自《易经》“日月丽乎天，百谷草木丽乎土，重明以丽乎正，乃化成天下”。
- 正宫是宫殿区的主要宫殿，包括九进院落，建于清康熙五十年（1711年）至五十二年（1713年），乾隆十九年（1754年）修缮改建。分为“前朝”与“后寝”两部分。
  - 澹泊敬诚殿：是皇帝住在避暑山庄時臨朝聽政，接見王公大臣和外國使節的地方。始建于康熙四十九年（1710年）。因用楠木修建而不施彩绘，故又称“楠木殿”。是正宫的核心建筑，正殿懸康熙帝御書「澹泊敬誠」匾。是皇帝接受朝见、处理朝政和举行重大典礼活动之所。
  - 烟波致爽殿：是皇帝的寝殿。建于康熙五十年（1711年）。康熙帝称这里“地既高敞，气亦清朗”，“四周秀岭，十里平湖，致有爽气”，命名为“烟波致爽”，列为避暑山庄“康熙三十六景”之首。1820年9月嘉庆帝駕崩于此。1860年10月28日咸丰帝于此殿西暖阁签署了《北京条约》（此殿外立有勿忘国耻一碑），1861年8月咸丰帝駕崩于此。烟波致爽殿东、西通有跨院，为后妃居所。
- 松鹤斋在正宫以东，包括七进院落，建于乾隆十四年（1749年），其寓意为“松鹤延年”，是为皇太后建的居所。
- 万壑松风在松鹤斋的北面，包括六栋建筑。建成于康熙四十七年（1708年），是宫殿区兴建最早的一组建筑。康熙帝常在此处理政务。康熙帝曾赐给皇四子雍親王胤禛（后来的雍正帝）的第四子弘历（后来的乾隆帝）在此居住，為弘曆年輕時的居所。

### 湖州區
湖州區位于宫殿区以北。多仿照移植江南园林景观。山庄湖泊总称“塞湖”，湖水来自山间溪水、热河泉水以及武烈河水。湖洲区有九湖十岛，洲岛间桥堤相连，分隔不同的湖面。现今，尚存有七湖八岛。康熙帝、乾隆帝钦定的避暑山庄七十二景在湖区有三十一处。苑景区主要的风景建筑都营造在湖洲区及其周边。

### 平原區
平原区位于湖泊区以北。平原区主要分为，西部是草地，以“试马埭”为主体，是骑马活动场地；东部为林地，称“万树园”，康熙帝时是步围行猎之所，取名“甫田丛樾”列为康熙三十六景之一，乾隆帝曾在此张幕赐宴、接见蒙古王公贵族首领、宗教领袖以及外国使节。北部有永佑寺是山庄内最大寺庙。
现今，区内复建有蒙古包作为度假旅店。

### 山巒區
湖州區、平原区的西部和北部是山岳区，占避暑山庄总面积的四分之三。自北而南有松云峡、梨树峪、榛子峪、西峪等幽深纵横的沟谷。可登峰居高眺望远近景色。当年，康熙、乾隆两代皇帝，依山就势营造四十余处景致分布点缀山区，后来逐渐破败几乎无存。

### 其他景观
- 金山亭：仿镇江的金山亭。
- 烟雨楼：位於湖區如意洲北側的青蓮島，是仿浙江嘉兴南湖鴛鴦島上的烟雨楼而建。建築形制為卷棚歇山頂。[3]
- 文津阁：仿浙江宁波范氏的天一阁。是清代四座皇家藏书楼之一；內藏《四庫全書》和《古今圖書集成》各一部。[4]
- 水心榭：俗称“三亭子”
- 狮子林：仿苏州的狮子林。
- 六和塔（舍利塔）: 仿杭州的六和塔。
- 沧浪屿：仿苏州的沧浪亭

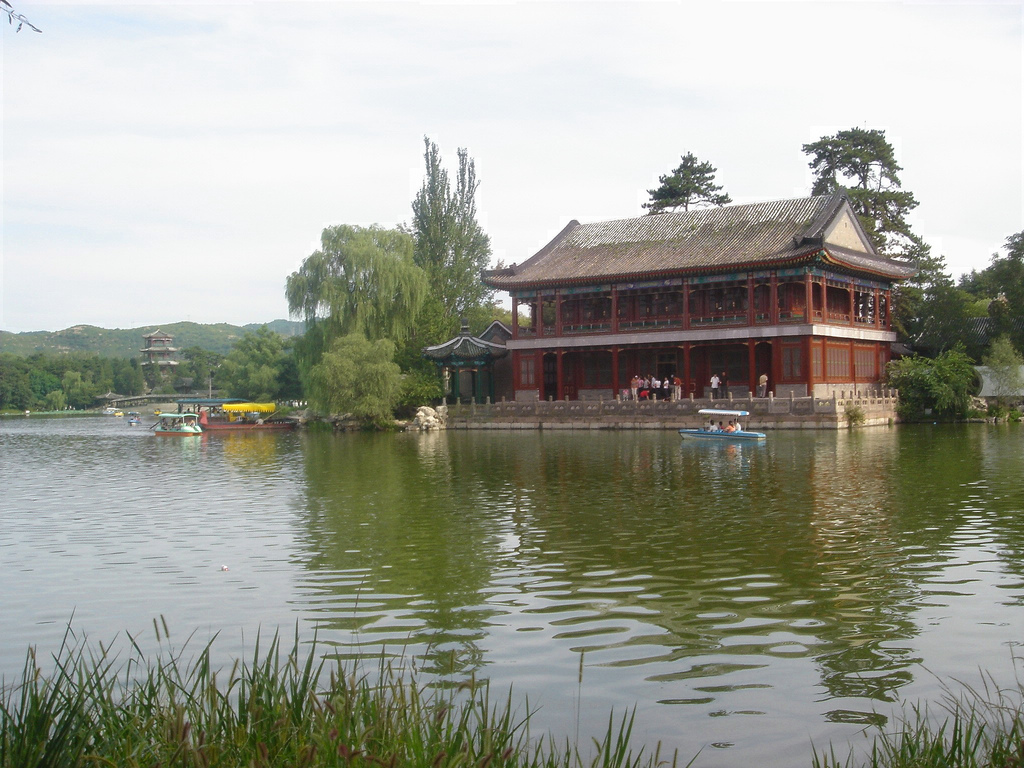
烟雨楼
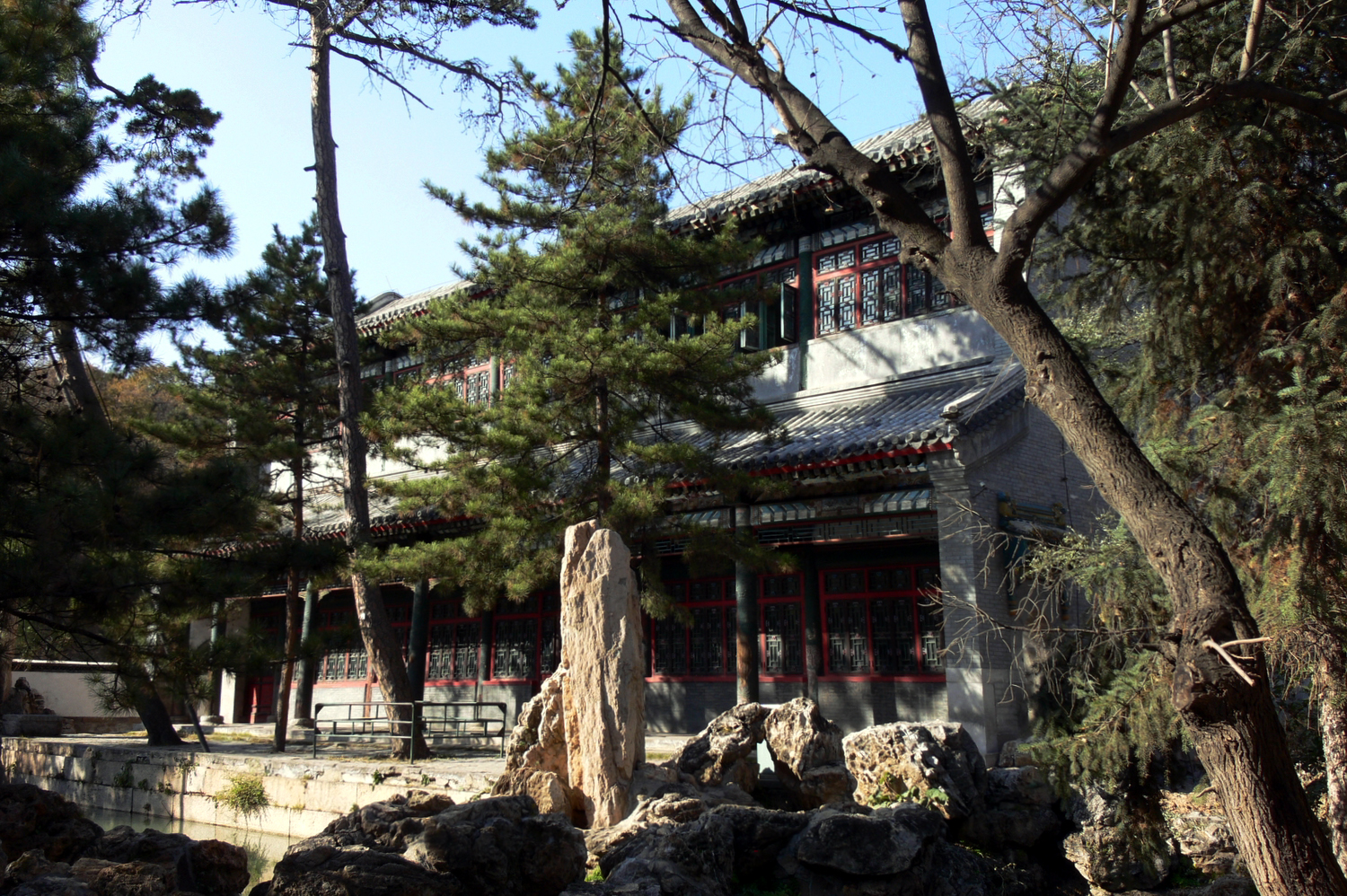
文津阁
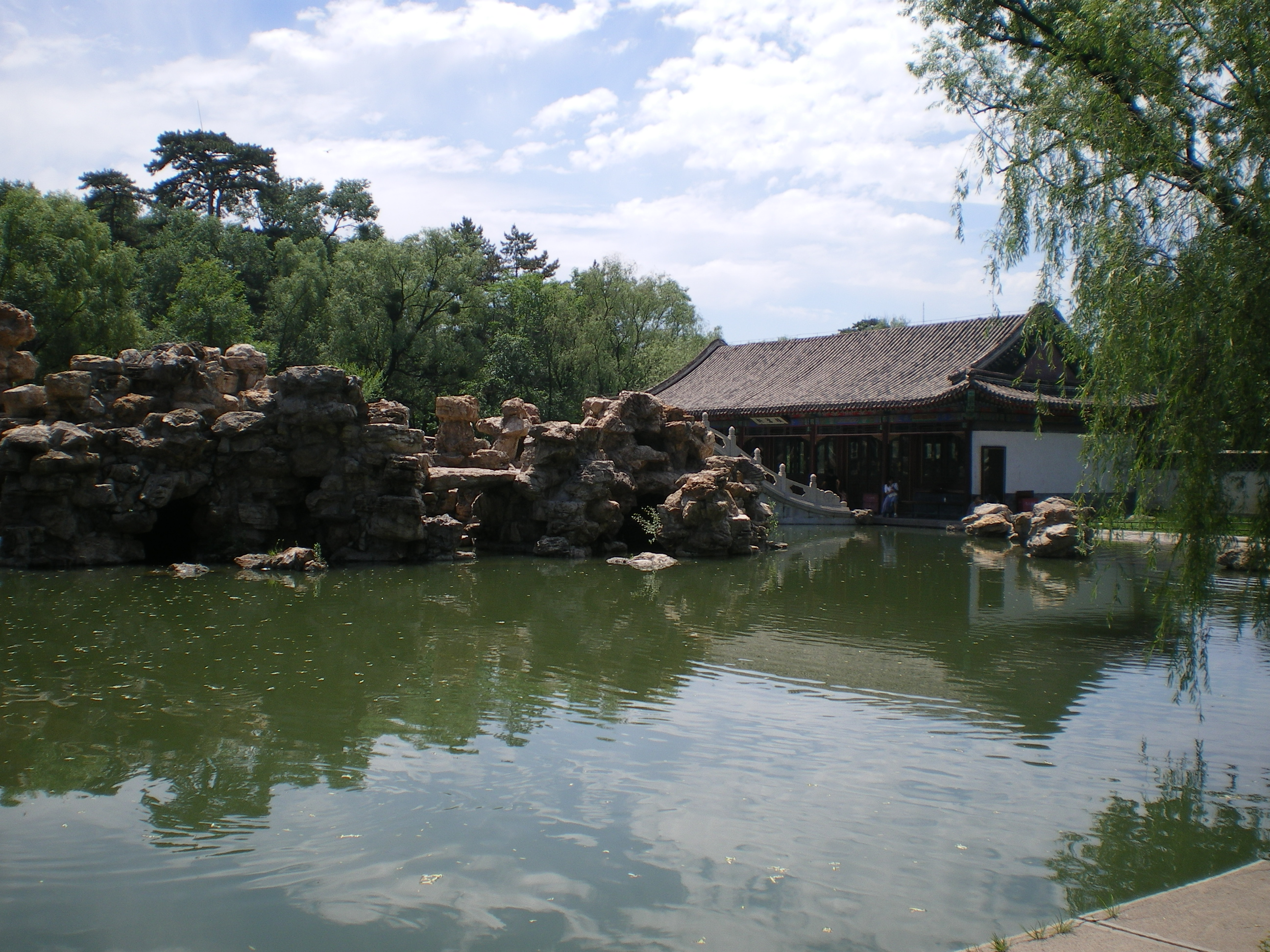
文园狮子林
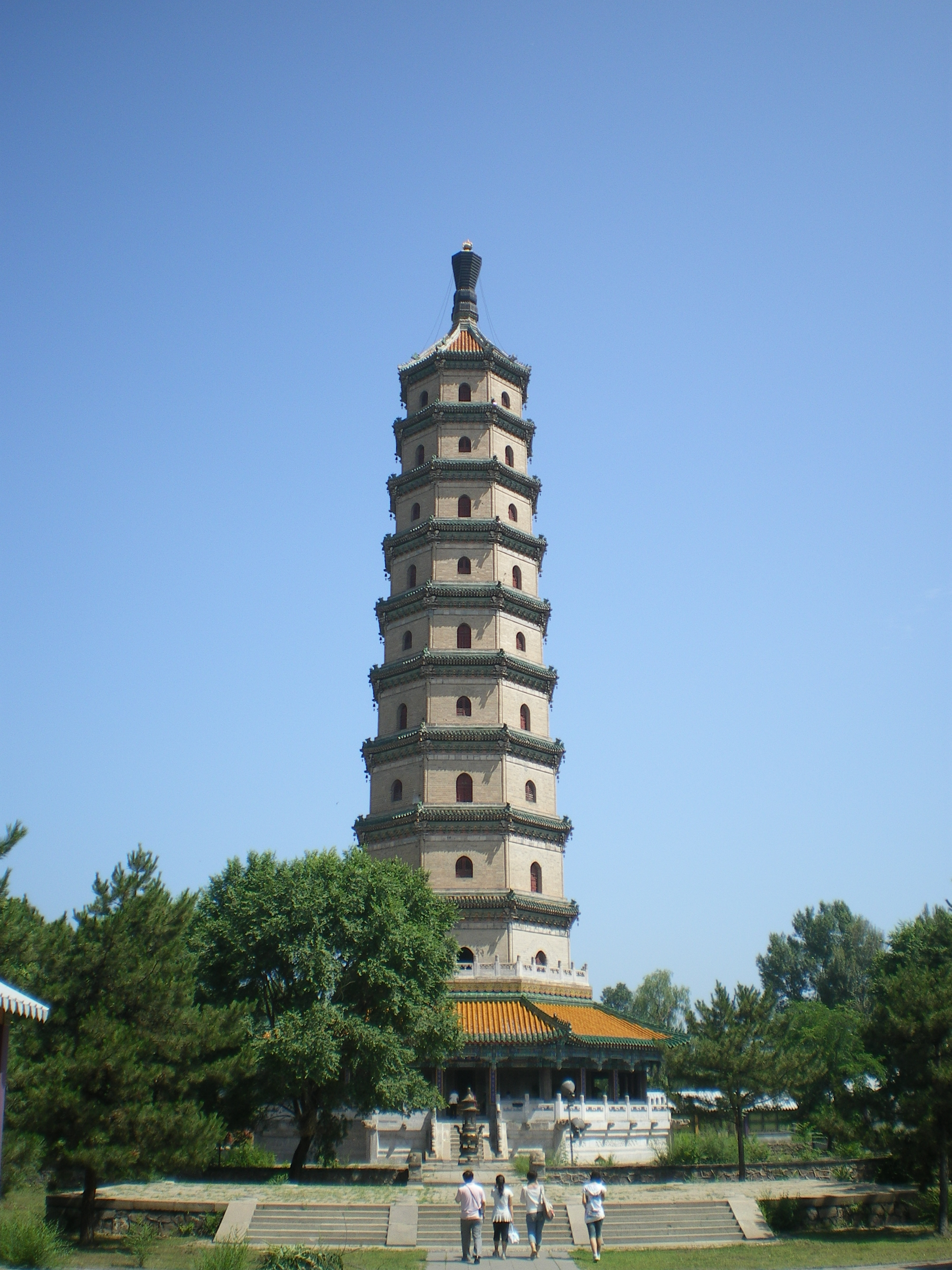
永佑寺舍利塔

## 周围寺庙

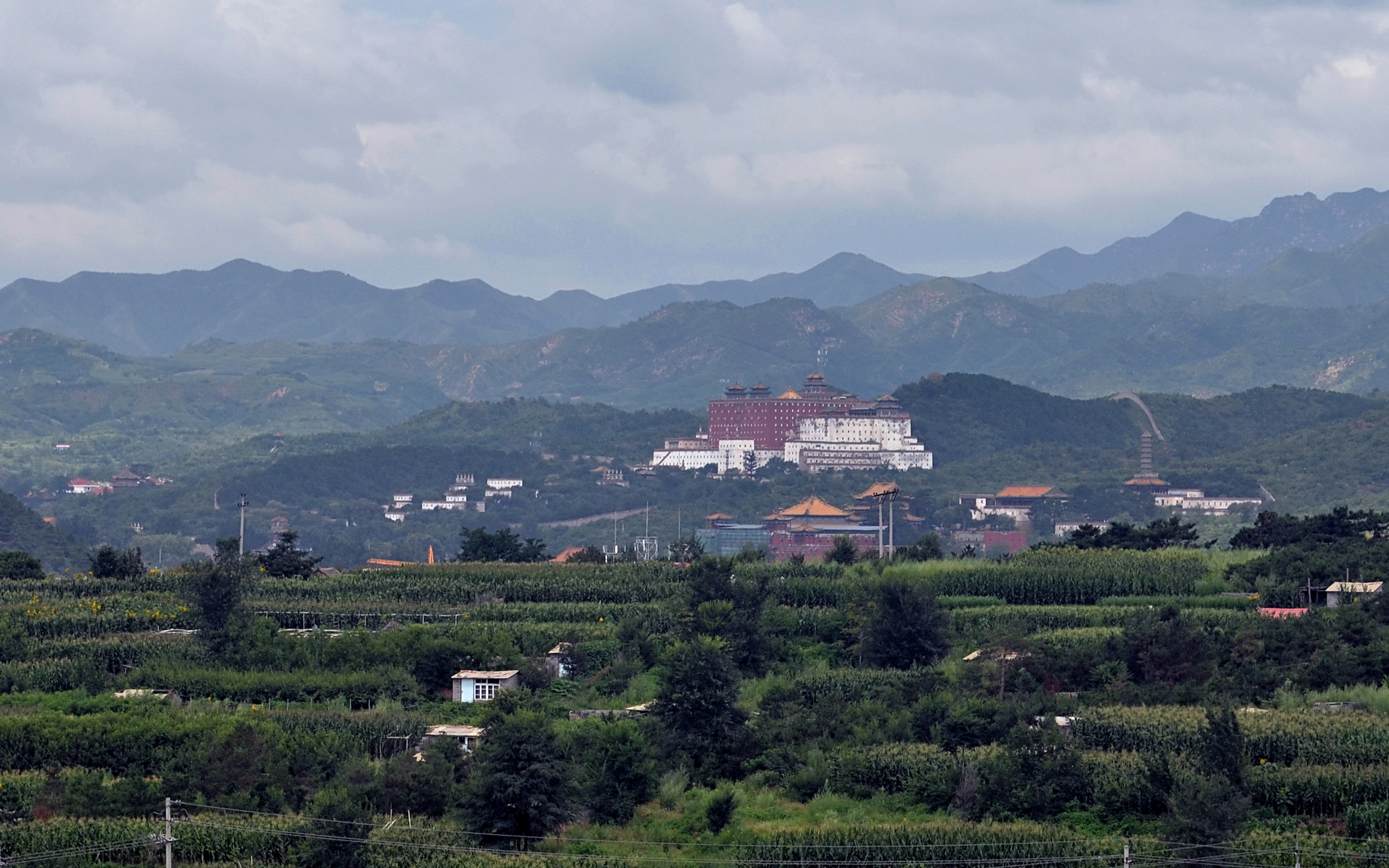
远眺普陀宗乘之庙与须弥福寿之庙，普陀宗乘之庙主体大红台在周围楼宇映衬下非常抢眼

避暑山庄周围寺庙指清朝在避暑山庄周围修建的十二座佛教寺庙。其中八座寺庙在避暑山庄北部、东北部的山丘地带，自西而东依次是：罗汉堂（大部分已毁）、广安寺（大部分已毁）、殊象寺、普陀宗乘之庙、须弥福寿之庙、普宁寺、普佑寺（大部分已毁）、广缘寺。另外在避暑山庄以东的武烈河东岸有四座，自北而南依次是：安远庙、普乐寺、溥仁寺、溥善寺（已毁）。除溥仁寺、溥善寺建于康熙年间，其余10座寺庙建于乾隆年间。这些寺庙建筑风格分为藏式寺庙、汉式寺庙和汉藏结合式寺庙三种，具有鲜明的政治功用。
当年罗汉堂、广安寺、普乐寺三个寺庙，清朝朝廷“向未安设喇嘛”，由内务府管理。另外八座寺庙（实际是九座寺庙，其中普佑寺附属于普宁寺）设有喇嘛，由清朝理藩院管理，于北京喇嘛印务处注册，并在北京设有常驻喇嘛的“办事处”。这八座理藩院管理的寺庙由于在古北口外，故统称“外八庙”，内务府管理的罗汉堂、广安寺、普乐寺不在其内。其中的普陀宗乘之庙、须弥福寿之庙、普宁寺、普乐寺根据《国务院关于公布第一批全国重点文物保护单位的通知》于1961年3月4日被列为第一批全国重点文物保护单位。

### 罗汉堂
罗汉堂建于乾隆三十九年（1774年），位于市区北郊狮子园，占地面积共18亩。乾隆帝曾两次游览浙江海宁安国寺的罗汉堂，对寺内的五百罗汉造像极为欣赏，于是下旨仿浙江海宁安国寺在承德建造了这座寺庙，并命名为“罗汉堂”。

### 广安寺
广安寺建于乾隆三十七年（1772年），位于市区北郊，殊象寺以西，共占地一万余平方米。乾隆帝为了庆祝皇太后八十大寿，取“广大广安”之意，建立该寺。

### 殊像寺
殊像寺建成于清乾隆四十年（1775年），位于承德避暑山庄北面的普陀宗乘之庙之西，坐北朝南，仿五台山殊像寺而建，以汉族庙宇建筑形制为主。东西宽约115米，南北长约300米，占地面积2.3万平方米。此庙以乾隆家庙著称。

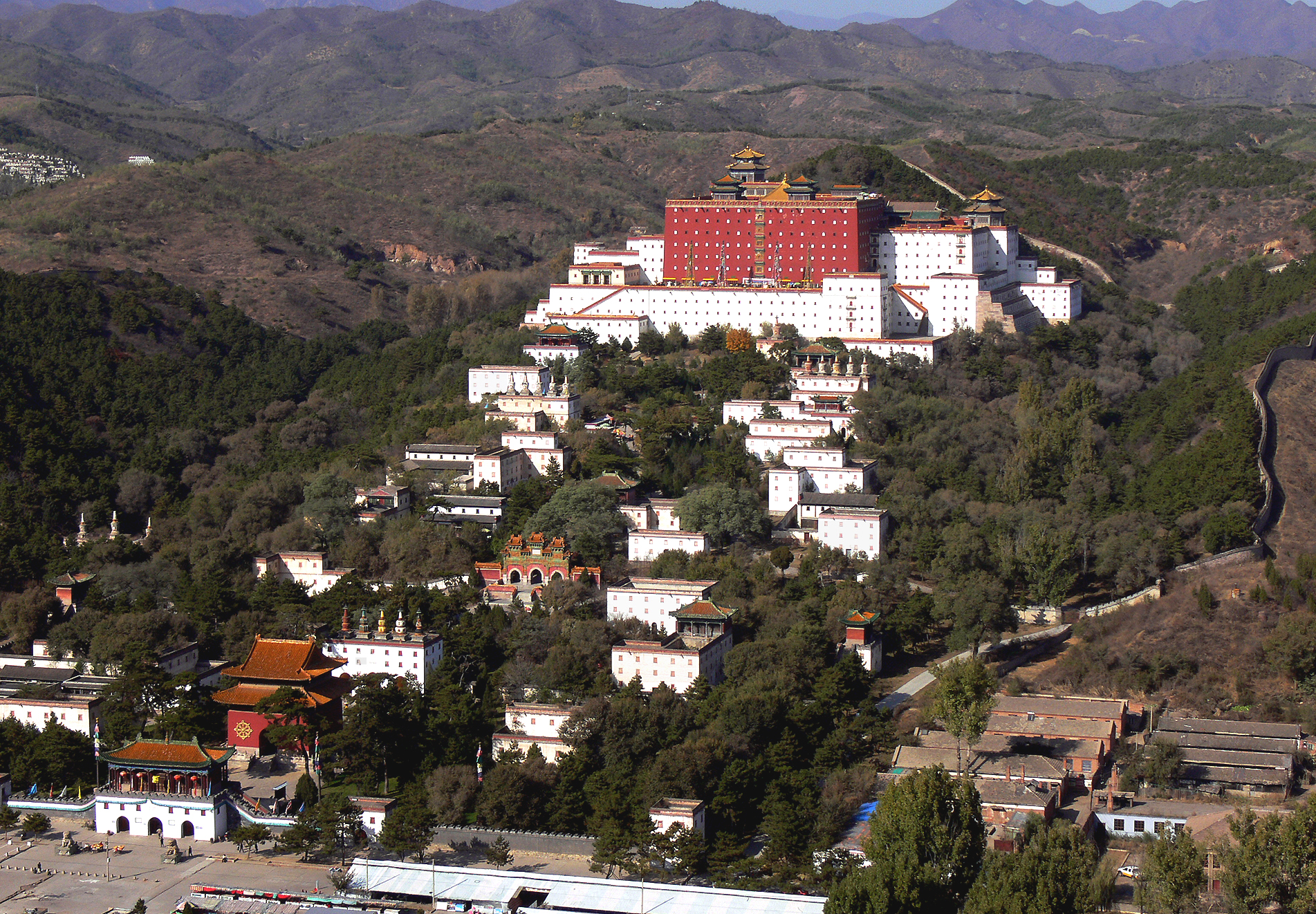
普陀宗乘之庙全景

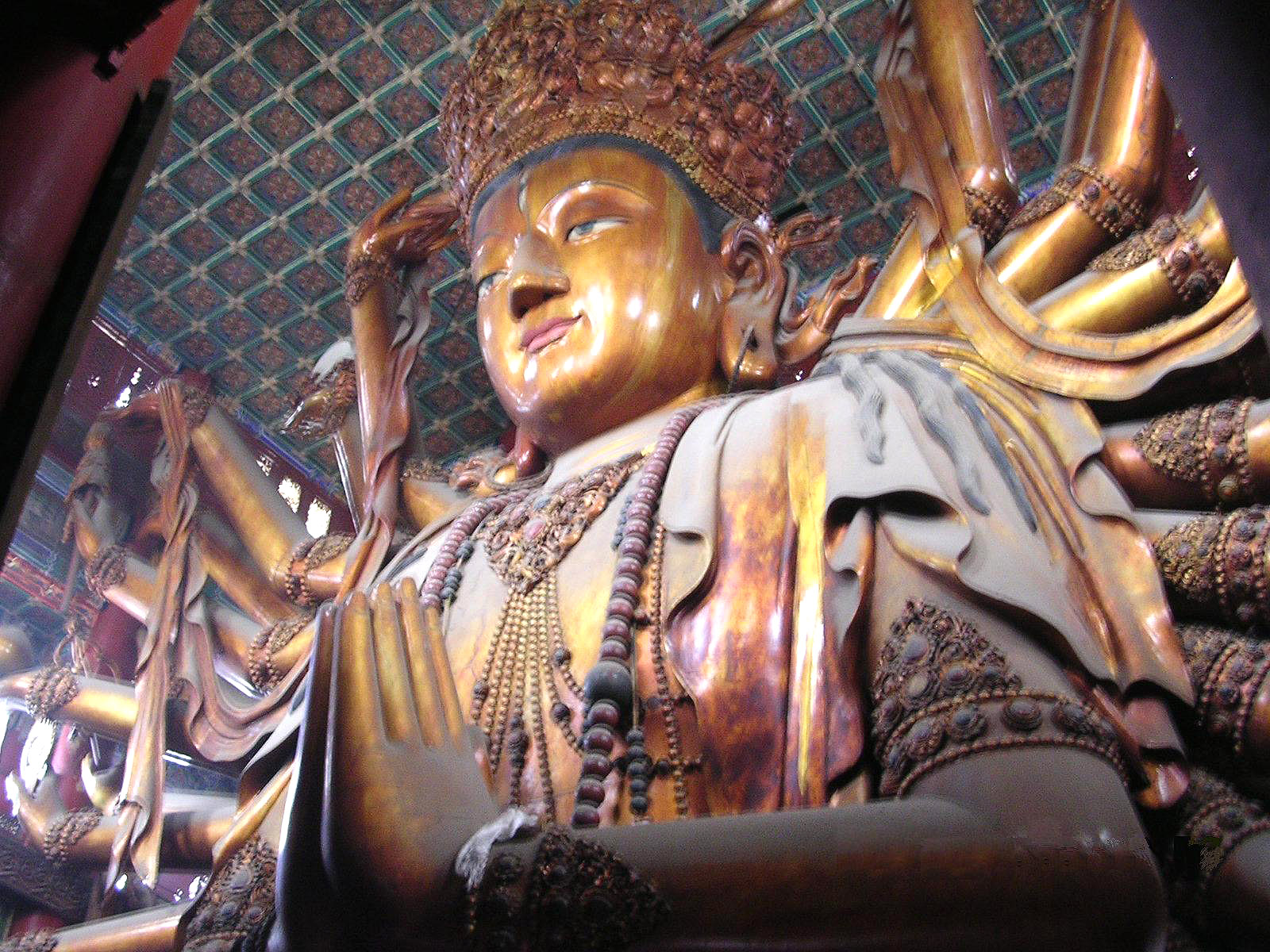
普宁寺中巨大的千手千眼观音菩萨像（俗称大佛）

### 普陀宗乘之庙
普陀宗乘之庙（指普陀山觀世音菩薩的道場）位于避暑山庄北面狮子岭南麓。建于乾隆三十二年（1767年），乾隆三十六年（1771年）建成。是乾隆帝为了庆祝他本人60寿辰和他母亲皇太后80寿辰而建的。占地面积22万平方米。此庙是外八庙中最辉煌、规模最大的一个庙。寺庙建筑布局利用山势，自南而北层层升高，主体建筑大红台位于山颠，壮观醒目。因为这座寺庙是仿照拉萨的布达拉宫形制而建（“普陀宗乘”是藏语“布达拉”的汉译），因而又称为“小布达拉宫”。

### 须弥福寿之庙

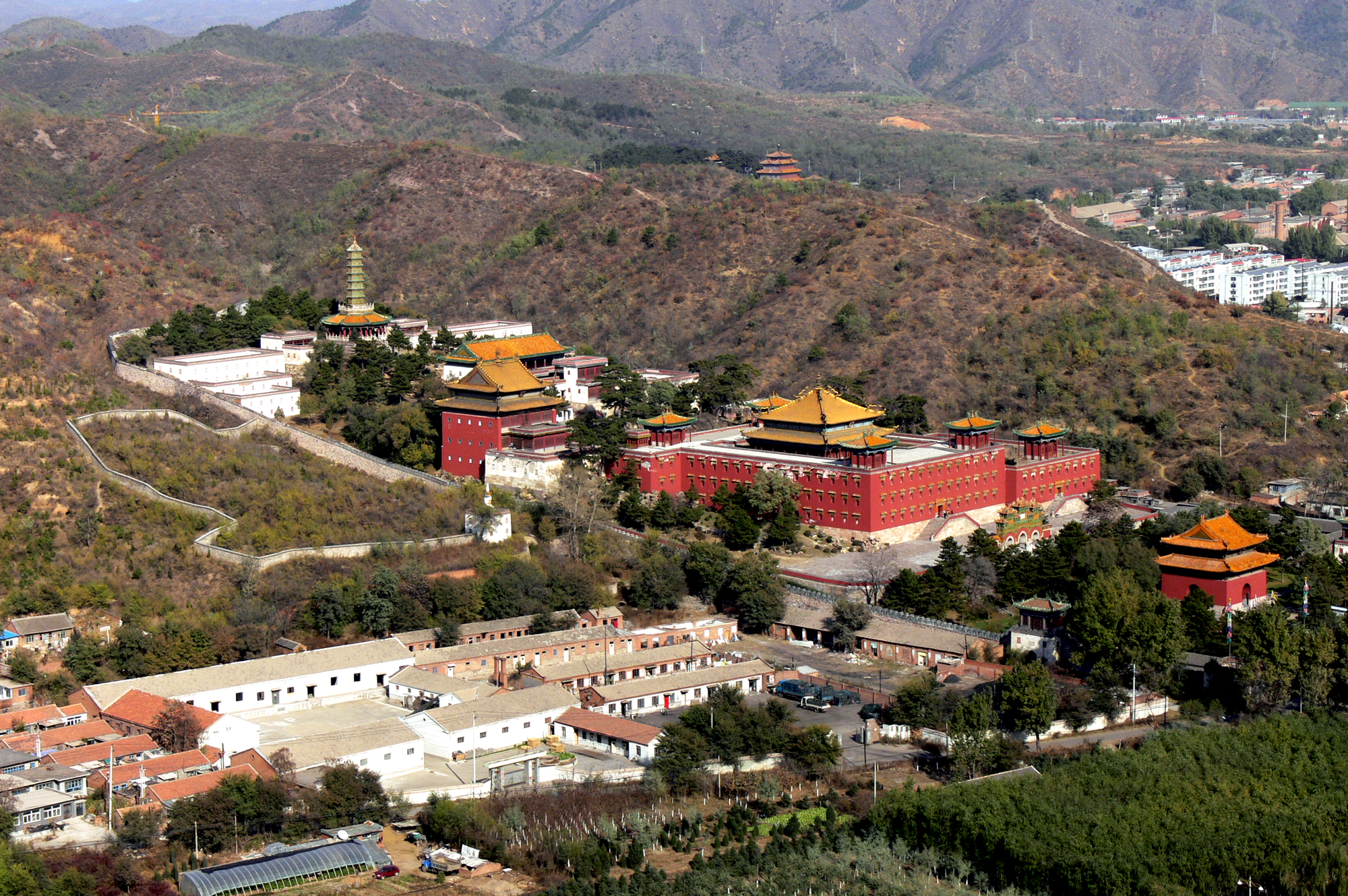
须弥福寿之庙
位于避暑山庄北面狮子沟北山坡。建于乾隆四十五年（1780年），乾隆帝的70岁寿辰，后藏政教首领班禅额尔德尼六世，长途跋涉到承德贺寿，乾隆帝命人仿照班禅驻地日喀则的扎什伦布寺，为班禅建的行宫（“须弥福寿”是藏语“扎什伦布”的汉译），因而又称为“班禅行宫”。寺庙建筑布局因山就势，占地面积3.8万平方米。

### 普宁寺
普宁寺
位于避暑山庄东北，建于乾隆二十年（1755年），乾隆二十四年（1759年）建成，因为寺内有一尊金漆木雕大佛（千手千眼观世音菩萨），普宁寺又被称为“大佛寺”。这座寺庙位于承德市避暑山庄北部武烈河畔，占地3.3万平方米，是“外八庙”中最为完整寺庙。当时，清政府平定了厄鲁特蒙古准噶尔部达瓦齐的叛乱，在避暑山庄为厄鲁特四部（又叫四衛拉特）贵族封爵，并效仿西藏三摩耶（又称桑耶寺）建制修建此寺。清政府希望边疆民族“安其居，乐其业，永永普宁”，故命名为“普宁寺”。普宁寺是中国北方著名的佛事活动场所。

### 普佑寺
普佑寺位于避暑山庄东北，与普宁寺相临。建于清朝乾隆二十五年（1760年），该寺曾是外八庙喇嘛研习佛教理论典籍的“经学院”。

### 广缘寺
广缘寺建于乾隆四十五年（1780年），位于普佑寺东侧，占地0.45公顷。由普宁寺堪布喇嘛擦鲁克奉旨建设，乾隆御题“广缘寺”。现今，后殿已毁，其余建筑残存。

### 安远庙
安远庙建于乾隆二十九年（1764年）。安远庙是仿照新疆伊犁河北的喀尔喀固尔扎庙旧制修建的，所以俗称“伊犁庙”。固尔扎庙在乾隆二十年（1756年）被叛军烧毁，清军平叛后将有功的达什达瓦族迁住热河，遂建此庙作佛事场所。这座寺庙位于武烈河东岸冈阜上、避暑山庄东北面，占地面积2.8万平方米。

### 普乐寺

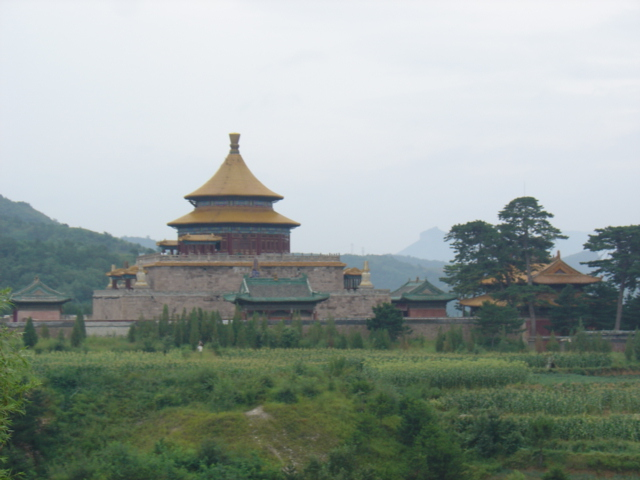
普乐寺
建于乾隆三十一年（1766年）。俗称“圆亭子”。寺庙建筑为汉、藏结合样式，主体建筑旭光阁采用重檐圆顶非常醒目，阁中有尊铜铸“雙身佛”。这座寺庙位于武烈河东岸，坐东面西，溥仁寺东北，与安远庙为邻，隔河面对有永佑寺舍利塔，背对“磬锤峰”。该寺占地2.4万平方米。

### 溥仁寺
溥仁寺建于清康熙五十二年（1713年），是外八庙中出现最早兩座庙宇之一，位于武烈河以東，占地約3.4公頃。康熙六十大寿之年（1713年），蒙古各部王公贵族前来祝寿时，要求出资建立寺庙以示祝贺。康熙允许在山庄外武烈河东路建庙两座。即“溥仁寺”和“溥善寺”。

### 溥善寺
溥善寺建于清康熙五十二年（1713年），与溥仁寺是同期修建的，形制、布局基本相同。在溥仁寺北，仅有一墙相隔。因此又称溥仁寺为前寺，溥善寺为后寺。

## 影響
康熙二十年（1681年），清政府为加强对蒙古地方的管理，巩固北部边防，在距北京350多公里的蒙古草原建立了木兰围场。为了解决康熙皇帝沿途的吃、住，相继修建二十一座行宫，避暑山莊就是其中之一。
從乾隆六年（1741）至乾隆十九年（1754），乾隆皇帝登基後，對避暑山莊進行了大規模擴增建，更加增建宮殿、多處精巧的大型園林的建築。乾隆仿其祖父康熙，以三字為名又題了“三十六景”，合称为避暑山庄七十二景。
清朝的乾隆皇帝时期，每年大约有半年时间要在承德度过，清前期重要的政治、军事、民族和外交等国家大事，都在这里处理。因此，承德避暑山庄也就成了北京以外的陪都和第二个政治中心。乾隆皇帝在这里接见并宴赏过厄鲁特蒙古杜尔伯特台吉「三车凌」（车凌、车凌孟克、车凌乌巴什）、土尔扈特台吉渥巴锡，以及西藏政教首领六世班禅等重要人物，还在此接见过以特使马戛尔尼为首的第一个英国访华使团。清帝嘉庆、咸丰皇帝皆病逝于此。1860年，英法联军进攻北京，清帝咸丰逃到避暑山庄避难，在这座房子里批准了《中俄北京条约》等几个不平等条约，影响中国历史进程的“辛酉政变”亦发端于此，随着清王朝的衰落，避暑山庄日渐败落。

## 題詠
避暑山莊（清·乾隆）

軒墀敞御園，草樹靜高原。

游豫思仁祖，庥和逮孝孫。

橋山將酹爵，玉館此停轅。

罨畫山容在，修蛇電影奔。

禽言欣客至，蛩語訴秋繁。

階篆苔紋暗，碑詩釵脚存。

聖踪猶可想，衷曲向誰論。

倍切乾志，虞孤覆載恩。

## 旅游
承德避暑山庄及其周围寺庙的旅游景区门票有旺季、淡季之分，每年旺季3月-10月；淡季11月-2月。承德避暑山庄最佳旅游季节是夏末和秋初。每年冬、春季是避暑山庄内防火封山季节，所以不能登上山区。
在避暑山庄内以及普宁寺有可供住宿之所，优点是在景区内有较好的特色体验，缺点是条件设施一般且价格不够经济。避暑山庄内进入山区有游览车供乘坐。

## 相关影视剧
- 1983年上映的电影《垂帘听政》曾在避暑山庄拍摄外景。
- 1990年台灣電視劇《雪珂》曾在避暑山莊拍攝羅家場景。
- 電視劇《還珠格格》曾在避暑山莊拍攝部分場景。
- 電視劇《望夫崖》曾在避暑山莊拍攝場景。
- 1993年電視劇《戲說慈禧》曾在避暑山莊拍攝部分場景

## 延伸阅读
- Nicholas K. Menzies著，趙珍譯：《清代森林與土地管理》（北京：中國人民大學出版社，2009）。 （書中有一專章研究避暑山莊的秋狩牧場。）
- 馬雅貞：〈皇苑圖繪的新典範：康熙《御製避暑山莊詩》的製作及其意義 （页面存档备份，存于）〉。